# Prisca Bünter

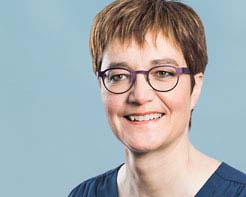
Prisca Bünter (2019)

Prisca Bünter (* 16. April 1973) ist eine Schweizer Politikerin (SP).

## Leben
Bünter gehört seit 2016 dem Schwyzer Kantonsrat an und wohnt in Küssnacht. Seit 2017 ist sie Mitglied der Staatswirtschaftskommission. Seit 2014 amtet sie als Ko-Präsidentin der Rechnungsprüfungskommission des Bezirks Küssnacht.
Prisca Bünter ist gelernte kaufmännische Angestellte und medizinische Masseurin mit eidgenössischem Fachausweis sowie Fachfrau Finanz- und Rechnungswesen, ebenfalls mit eidgenössischem Fachausweis. Sie arbeitete bis 2020 als Hauptbuchhalterin im Corporate Office der Hirslanden Gruppe. Seit September 2020 ist sie Gemeindekassierin der Gemeinde Lauerz.
Prisca Bünter ist Präsidentin und Ehrenmitglied des Damenturnvereins Küssnacht DTV, Kampfrichterin und Ehrenmitglied des Leichtathletikverbands Schwyz LVS, Revisorin des Sportverbands Kanton Schwyz und Präsidentin des Organisationskomitees der Schwyzer Sportgala 2018.